# Латифу, Аким
Аким Латифу (англ. Akeem Latifu; 16 ноября 1989; Кано, Нигерия) — нигерийский футболист, защитник клуба «Мьёндален». Выступал за сборную Нигерии.

## Игровая карьера
Родился 16 ноября 1989 года в городе Кано. Воспитанник футбольной школы клуба «Бассдор Юнайтед». Во взрослом футболе дебютировал в 2007 году выступлениями за основную команду «Бассдор Юнайтед», в которой провёл один сезон. Всего принял участие в 35 матчах второго по уровню дивизиона Нигерии.
Своей игрой привлёк внимание представителей тренерского штаба клуба нигерийской Премьер-лиги «Оушен Бойс», к составу которого присоединился в 2008 году. В этой команде закрепиться не сумел и в начале 2010 года перешёл в клуб «Аква Юнайтед».
В августе 2010 года стал игроком норвежского «Стрёмсгодсета», с которым в том же году выиграл национальный Кубок, но также надолго не задержался. С начала 2011 года два с половиной сезона защищал цвета другого норвежского клуба — «Хёдд», вместе с которым также стал обладателем Кубка и в следующем сезоне дебютировал в еврокубках. Большинство времени, проведенного в составе «Хёдда» был основным игроком защиты команды. С августа 2013 года Латифа 2,5 года выступал за «Олесунн», проведя за эту команду 72 матча и забив 2 гола во всех турнирах.
В начале 2016 года переехал на Украину, где подписал контракт с днепродзержинской «Сталью». В украинской Премьер-лиге дебютировал 19 марта того же года в игре против «Говерлы».

## Выступления за сборные
В течение 2005—2007 годов привлекался к матчам молодёжной сборной Нигерии. В её составе был участником молодёжного чемпионата мира 2007 года, на котором нигерийцы дошли до четвертьфинала. Всего за эту команду сыграл в 9 официальных матчах.
В 2015 году дебютировал в официальных матчах в составе национальной сборной: в марте выходил на замены в товарищеских поединках против сборной Южной Африки (1:1) и Уганды (0:1).

## Достижения
- Обладатель Кубка Норвегии (2): 2010 (Стрёмсгодсет), 2012 (Хёдд)

## Статистика
| Сезон              | Клуб               | Чемпионат          | Чемпионат | Чемпионат | Национальный Кубок | Национальный Кубок | Национальный Кубок | Континентальные Кубки | Континентальные Кубки | Континентальные Кубки | Суперкубки | Суперкубки | Суперкубки | Всего | Всего |
| Сезон              | Клуб               | Лига               | Игр       | Голов     | Лига               | Игр                | Голов              | Лига                  | Игр                   | Голов                 | Лига       | Игр        | Голов      | Игр   | Голов |
| ------------------ | ------------------ | ------------------ | --------- | --------- | ------------------ | ------------------ | ------------------ | --------------------- | --------------------- | --------------------- | ---------- | ---------- | ---------- | ----- | ----- |
| 2007/08            | «Бассдор Юнайтед»  | Д1 (ІІ)            | 35        | 10        | КН                 | ?                  | ?                  | -                     | -                     | -                     | -          | -          | -          | 35+   | 10+   |
| 2008/09            | «Оушен Бойс»       | ПЛ                 | 12        | 1         | КН                 | ?                  | ?                  | -                     | -                     | -                     | -          | -          | -          | 12+   | 1+    |
| 2009/10            | «Аква Юнайтед»     | Д1 (ІІ)            | 15        | 5         | КН                 | ?                  | ?                  | -                     | -                     | -                     | -          | -          | -          | 15+   | 5+    |
| 2010               | «Стрёмсгодсет»     | Е                  | 2         | 0         | КН                 | 0                  | 0                  | -                     | -                     | -                     | -          | -          | -          | 2     | 0     |
| 2011               | «Хёдд»             | 1Д (ІІ)            | 30        | 1         | КН                 | 3                  | 1                  | -                     | -                     | -                     | -          | -          | -          | 33    | 2     |
| 2012               | «Хёдд»             | 1Д (ІІ)            | 29        | 1         | КН                 | 7                  | 0                  | -                     | -                     | -                     | -          | -          | -          | 36    | 1     |
| 2013               | «Хёдд»             | 1Д (ІІ)            | 17        | 3         | КН                 | 3                  | 0                  | ЛЕ                    | 1                     | 0                     | -          | -          | -          | 21    | 3     |
| Всего за «Хёдд»    | Всего за «Хёдд»    | Всего за «Хёдд»    | 76        | 5         |                    | 13                 | 1                  |                       | 1                     | 0                     |            | -          | -          | 90    | 6     |
| 2013               | «Олесунн»          | Е                  | 11        | 0         | КН                 | -                  | -                  | -                     | -                     | -                     | -          | -          | -          | 11    | 0     |
| 2014               | «Олесунн»          | Е                  | 29        | 1         | КН                 | 4                  | 1                  | -                     | -                     | -                     | -          | -          | -          | 33    | 2     |
| 2015               | «Олесунн»          | Е                  | 29        | 1         | КН                 | 3                  | 0                  | -                     | -                     | -                     | -          | -          | -          | 32    | 1     |
| Всего за «Олесунн» | Всего за «Олесунн» | Всего за «Олесунн» | 69        | 2         |                    | 7                  | 1                  |                       | -                     | -                     |            | -          | -          | 76    | 3     |
| 2015/16            | «Сталь»            | ПЛ                 | 6         | 0         | КУ                 | 1                  | 0                  | -                     | -                     | -                     | -          | -          | -          | 7     | 0     |
| 2016/17            | «Зиря»             | ПЛ                 | 11        | 1         | КА                 | -                  | -                  | -                     | -                     | -                     | -          | -          | -          | 11    | 1     |
| 2017/18            | «Гонвед»           | НЧ                 | 14        | 0         | КВ                 | 2                  | 0                  | -                     | -                     | -                     | -          | -          | -          | 16    | 0     |
| 2018               | «Согндал»          | 1Д (ІІ)            | 29        | 2         | КН                 | 2                  | 0                  | -                     | -                     | -                     | -          | -          | -          | 31    | 2     |
| 2019               | «Мьёндален»        | Е                  | 17        | 0         | КН                 | 3                  | 0                  | -                     | -                     | -                     | -          | -          | -          | 20    | 0     |
| Всего              | Всего              | Всего              | 286+      | 26+       |                    | 28+                | 2+                 |                       | 1                     | 0                     |            | -          | -          | 315+  | 28+   |